# (31756) 1999 JL98
1999 JL98 (asteroide 31756) é um asteroide da cintura principal. Possui uma excentricidade de 0.21830900 e uma inclinação de 19.66534º.
Este asteroide foi descoberto no dia 12 de maio de 1999 por LINEAR em Socorro.